# N559 (België)
De N559 is een gewestweg in België tussen Lobbes (N59) en Sartiau (N40). De weg heeft een lengte van ongeveer 12 kilometer. Bij de plaats Lobbes wordt de rivier Samber gepasseerd.
De gehele weg bestaat uit twee rijstroken voor beide rijrichtingen samen.

## Plaatsen langs N559
- Lobbes
- Heuleu
- Marweles
- Biercée
- Sartiau